# Medaile Rudolfa Diesela
Medaile Rudolfa Diesela (německy Rudolf-Diesel-Medaille) je ocenění udělované od 24. září 1952 německým Institutem pro vynálezy (DIE) na památku Rudolfa Diesela.
Prestižní ocenění je udělováno za vědeckou práci a vynálezy a inovace, které mají přímý ekonomický přínos a význam. Do roku 1969 byla udělována každoročně, od té doby je udělována nepravidelně, ale přibližně jednou za dva až tři roky. Cena je určena jak jednotlivcům tak organizacím, ale udělena byla i mediálním pořadům nebo společnostem.

## Laureáti
1953 |
1954 |
1955 |
1959 |
1961 |
1962 |
1963 |
1964 |
1965 |
1966 |
1967 |
1968 |
1969 |
1972 |
1975 |
1977 |
1980 |
1982 |
1984 |
1986 |
1988 |
1990 |
1993 |
1998 |
2001 |
2004 |
2006 |
2008 |
2010 |

### 1953 až 1960
1953 |
1954 |
1955 |
1959 |
1953: 
- Eugen Diesel
- Hermann Röchling
- Christoph Wirth

1954: 
- Ernst Heinkel
- Viktor Kaplan
- Paul Nipkow
- Hermann Oberth
- Wolfgang Putlitz
- Julius Schierenbeck
- Joseph Vollmer

1955: 
- Herrmann Amme
- Karl Benz
- Hans Bredow
- Heinrich Buschmann
- Ella Conradty
- Hans Daams
- Wilhelm Geldermann
- Alexander Meißner
- Ernst Neumann-Neander
- Walter Poller
- Hans Rukop
- Max Schimmel
- Hans Vogt
- Magokichi Yamaoka
- Ferdinand Zeppelin
- Berthold Zunckel

1956: 
- Friedrich Dessauer
- Roland Faber-Castell
- Siegfried Meurer

1959: 
- Thorsten Althin
- Franz Maria Feldhaus
- Paul Kleinewefers
- F. Lindenmaier
- Alex Lonsinger
- Johann Mangold
- Auguste Piccard
- Karl Röder
- Herbert Storek
- Herbert Venediger

### 1961 až 1970
1961 |
1962 |
1963 |
1964 |
1965 |
1966 |
1967 |
1968 |
1969 |
1961: 
- Claude Dornier
- Arthur Göhlert
- Alfred Horn
- Georg Hufnagel
- Hanns Klemm
- Carl Graf von Klinckowström
- Carl Rudolf Paul Klingspor
- Hans Ledwinka
- Arthur Mainka
- Hans Rhode
- Karl Heinz Schmidt

1962: 
- Hans Baier
- Walter Bauer
- Albert Bettag
- Ernst Cvikl
- J. Helmut Danzer
- Frank James Elvy
- John Franklin Enders
- Artur Ermert
- Igo Etrich
- Ernst Fuchs
- Konrad Grebe
- Reinhold Hagmann
- Theodor Hahn
- Walter Hebel
- Erich Hensel
- Maximilian Hornsteiner
- Josef Kainz
- Rudolf Kaiser
- Gustav Kammerer
- Heinz Kemper
- Richard Langer
- C. Walter Leupold
- Wilhelm Loges
- Walter Meining
- Hermann Michael
- Hermann Mücher
- Walter J. Noske
- Walter Philipp
- Robert Rahner
- Ernst Reichelt
- Josef Roiser
- Friedrich Schildberger
- F. W. Schlegel
- Hans Schleicher
- Wilhelm Schmidt
- Hermann Staudinger
- Hugo Tafelmaier

1963: 
- Erwin Baas
- Gottlob Bauknecht
- Ludwig Baumann
- Otto Alfred Becker
- Horst-Dieter Bohne
- Heinrich Brandhoff
- Hugo Bremer
- Erich Döring
- Ernst Giller
- Richard Glimpel
- Wilhelm Hessenstein
- Carl Hermann Heise
- Ernst Khuon-Wildegg (Ernst von Khuon)
- Max Heinrich Kress
- Heinrich Kukuck
- Egon Larsen
- Otto Lilienthal
- Willi Lippert
- Friedrich Maier
- Christian Meyer
- Willi Müller
- Adolf Nowak
- Erich Olschowski
- Erich Rabe
- Walter Reppe
- Josef Wilhelm Risse
- Hans Rössner
- Paul Schlack
- Otto Siemen
- Fritz Tolkien
- Ulrich Tuchel
- Hellmuth Walter
- Peter Weber

1964: 
- Heinrich Ballhof
- Otto P. Bühler
- Gustav Erhart
- Rudolf Fitzke
- Paul F. Forbach
- Gerhard Frank
- Willy O. Herrmann
- Fritz John Jacobsen
- Richard Jahre
- Hans Klaas
- Hans-Ulrich Klein
- Alfred Kretzschmar
- Hans Lindemann
- Ernst Linden
- Wolfram Lindner
- Wilhelm Nikolaus Moers
- Josef Nagler
- Herbert Neuhaus
- Horst Pasternack
- Kurt Pentzlin
- Ernst Sachs
- Rolf Sander
- Franz Schmid
- Alois Schmitt
- Eugen Heinrich Fritz Soeding
- Walter Storz
- Fritz Walther
- Willy Wolf
- Frotz Zoder

1965: 
- Appollinaris-Brunnen AG
- August Arnold
- Paul Baumann
- Wernher von Braun
- Hermann Buchholz
- José de Soto Burgos
- Curt Eichler
- Wilhelm Ernst
- Alfred Eschebach
- Franz Ferrari
- Albin Johansson
- Kurt Kaschke
- Ottmar Kasparowski
- Fritz Kauer
- Hans Kestler
- Kurt A. Körber
- Paul Krauß
- Friedrich Nallinger
- Udo Passavant
- Alfred Pierburg
- Robert Richter
- Georg Rieper
- Rudolf Rzehulka
- Erhard Sattmann
- Erwin Schwarz
- Karl Sprenger
- Wilhelm Stürmer
- Hans Thoma (konstruktér)
- Edith Weyde
- Matheus Wiest
- Johannes Wisser
- Anton Wörner
- Hans Ziller
- Hans Zöllner

1966: 
- Hans Beck
- Herbert Berg
- Paul Dannemann
- Alfons Drittenthaler
- Karl Eichstädt
- Edgar Frank
- Johann Rudolf Glauber
- Franz R. Habicht
- Karl Harraeus
- Günter Hasenbäumer
- Walter Heimann
- Josef Hoffmann
- Hans Kallas
- Peter Kisteneich
- Josef Kobold
- Fritz Kreis
- Curt Lommel
- Friedrich Martin
- Otto Meyer
- Karl Mienes
- Rolf Moroni
- Siegfried Nitzsche
- Gottfried Severin Paeffgen
- Moritz Pöhlmann
- Erwin Raulf
- Harald Romanus
- Ludwig Schanz

1967: 
- Richard Antretter
- Béla Barényi
- Walter Baur
- Hugo Brendel
- Alfred Buch
- Werner Fuhrmann
- Ernst Hatz
- Heinz Jäger
- Karl Jericke
- Willy Kraus
- Erich Kraut
- Ernst Mahle
- Alois Mengele
- Karl F. Nägele
- Robert Plagwitz
- Kurt Schönenberger
- Wilhelm Staffel

1968: 
- Georg Bergler
- Karl Breuer
- Franz Josef Fleißner
- Armin Heim
- Rudolf Kellermann
- Lorenz Anton Kersting
- Wilhelm Kölsch
- Karl Krauß
- Hellmut Kreß
- Alfred Krohe
- Harald Loebermann
- Herbert Matis
- Herbert Müller-Neuhaus
- Stanford R. Ovshinsky
- Carl Pieper
- Wunibald Puchner
- Eduard Reimer
- Karlheinz Roth
- Ernst Ruska
- Helmut Sallinger
- René Schubert

1969: 
- Ludwig Bölkow
- Kurt Friedrich
- Arnold Giller
- Max Koehler
- Friedrich Krauss
- Karl Kroyer
- Manfred R. Kühnle
- Wolfgang Ritter
- Konrád Zuse

### 1971 až 1990
1972 |
1975 |
1977 |
1980 |
1982 |
1984 |
1986 |
1988 |
1990 |
1972: 
- Walter Baier, Stockdorf
- Thomas Engel, Švýcarsko
- Eduard Enk
- Herbert Haas, Oberstenfeld
- Alexander Lippisch, USA
- Otto Meyer
- Edmund Munk, Oberstenfeld
- Leif Nordstrand, Norsko
- Hermann Renner, Magstadt
- Arthur Richardson, England
- Karl Heinz Vahlbrauk, Bad Gandersheim

1975: 
- Fritz Bauer, Altdorf bei Nürnberg
- Kurt Becker, Obernkirchen
- Hermann Burkhardt, Reutlingen
- Friedrich Burmester, Reutlingen
- Friedrich Förster
- Otto Oeckl, Mnichov
- Gottfried Piekarski, Burghausen
- Ewald Pirson, Burghausen
- Ulrich Poppe, Falkenstein
- Georg-Gerd Richter, Darmstadt
- Franz Rudolf, Schwäbisch Gmünd
- Siegfried Schertler, Švýcarsko
- Werner Schuller

1977: 
- Josef Berg, Heidelberg
- Wolfgang Bogen, Berlín
- Hans Eckstaedt, Wuppertal
- Kurt Eichweber, Hamburk
- Rudolf Gäth, Limburgerhof
- Siegfried Lehsten, Eßlingen
- Julius Lidenmeyer, Augsburg
- Walter Mayer, Zirndorf
- Max Mengeringhausen, Würzburg
- Klaudius Patzelt, Welzheim
- H. Chandra. Roy, Planegg
- Kurt Schade, Fürth
- K. H. Steigerwald, Puchheim
- Harry Tabor, Izrael
- Hilmar Vits, Leichlingen

1980: 
- Uwe Classen, Zirndorf
- Wilhelm Hegler, Bad Kissingen
- Manfred Helfrecht, Poppenreuth
- Engelbert Krempl, Burgkirchen an der Alz
- Alfred Meier, Nellingen
- Heinz Müller, Burgkirchen an der Alz
- Ernst Schulze, Hamburk
- Hans Viessmann, Battenberg
- Heinrich Welker, Erlangen
- Manfred Wick, Mnichov
- Walther Zarges, Murnau am Staffelsee

1982: 
- Armin Bauder, Neckarsulm
- Ernst Christian, Norimberk
- Heinz Hölter, Gladbeck
- Alexander Kückens, Reinfeld
- Xaver Lipp, Ellwangen
- Josef Wilhelm Manger, Arnstein
- Hannes Marker, Garmisch-Partenkirchen
- Julius Maus von Resch, Stuttgart
- Hans Sauer, Deisenhofen
- Wolfgang Seikritt, Usingen
- Erwin Sick, Waldkirch
- Rolf Susemihl, Bad Homburg vor der Höhe
- Fritz Stastny, Ludwigshafen
- Johannes Steinwart, Obersulm
- Friedrich Welker
- Herbert Zimmermann, Hagen
- Rudolf Zinsser, Kelheim

1984: 
- Alfred Börner, Niederkail/Eifel
- Volker Dolch, Dietzenbach
- Ludwig Elsbett, Hilpoltstein
- Kurt Fickelscher, Frankenthal
- Gerhard Goetze, Wuppertal
- Berthold Leibinger, Gerlingen
- Adolf Michel, Seeshaupt
- Peter Pfleiderer, Mnichov
- Heinz Süllhöfer, Düsseldorf
- Maximilian Wächtler, Hamburk

1986: 
- Reinhold Ficht, Kirchseeon
- Otto Breckner, Offenburg
- Bernhard Dietrich, Eichenau
- Artur Fischer, Waldachtal
- Hasso Freundner, Halver
- Otto Grimm, Hamburk
- Manfred Held, Schrobenhausen
- Ernst Nönnicke, Hamburk
- Rolf Schnause, Eckental
- Ernst Schuhbauer, Mnichov
- Hans Spies, Schrobenhausen
- Richard Vetter, Peine
- Felix Walker, Lindau
- Robert Wolff, Kempenich-Engeln

1988: 
- Manfred von Ardenne, Drážďany
- Otto Blunck, Lübeck-Travemünde
- Albert Blum, Lohmar
- Wilfried Goda, Hamburg-Rissen
- Bruno Gruber, Olching
- Walter Holzer, Meersburg
- Gerd Küpper, Bad Salzuflen
- Konstantin Kuzněcov, Sovětský svaz
- Erhard Mayer, Lenggries
- Mircon Padovicz, Berlín
- Peter Riedhammer, Norimberk
- Wolfgang Zimmermann, Kelkheim

1990: 
- Angel Balevsky, Sofie
- Uwe Ballies, Kiel
- Alfons Ernst, Traunreut
- Erich Häußer, Starnberg
- Norbert Heske, Türkenfeld
- Helmut Hoegl, Pullach
- Hermann Kronseder, Neutraubling
- Hilmar Leuthäuser, Wiesenfeld/Coburg
- Albert Linz, Rösrath
- Hans Joachim von Ohain, Dayton, Ohio
- Hans Peter Schabert, Erlangen
- Herbert Schneekluth, Cáchy
- Heinrich Waas, Bonn
- Walter Weishaupt, Mnichov
- Joachim Wendt, Buxtehude
- Helmut Würfel, Völklingen

### 1991 až 2010
1993 |
1998 |
2001 |
2004 |
2006 |
2008 |
2010 |
2012 |
1993: 
- Alex Faller, Ergoldsbach
- Hermann Fischer, Augsburg
- Erhard Glatzel, Heidenheim
- Janos Ladik, Erlangen
- Georg Spinner, Feldkirchen-Westerham
- Kurt Stoll, Esslingen am Neckar
- Walter Föckersperger, Wurmsham

1998: 
- Jürgen Dethloff, Hamburk-Othmarschen
- Joseph Eichmeier, Neufahrn
- Manfred Eigen, Göttingen
- Wolfgang Giloi, Berlín
- Wilhelm Häberle, Scheer
- Karsten Henco, Hilden
- Xaver Hersacher, Westhausen
- Waldemar Helmut Kuherr, Düsseldorf
- Heinz Lindenmeier, Planegg
- Quingshan Liu, Mnichov]
- Lu Yongxiang, Peking/Čína
- D. W. Lübbers, Dortmund
- Jury Malyschew, Moskva/Rusko
- Rudolf Rigler, Stockholm
- Karl-Ulrich Rudolph, Witten
- Hanns Rump, Dortmund
- K. A. Schmidt, Karlsruhe
- Siegfried Schulte, Lüdenscheid
- Rudolf Zobrow, Düsseldorf

2001: 
- Victor Dulger, Heidelberg
- Olaf Kiesewetter, Geschwenda
- Hans-Guido Klinkner, St. Ingbert
- Hans-Diedrich Kreft, Dassendorf
- Julius Meimberg, Münster

2004: 
- Fritz Sennheiser, Wedemark
- Jörgen Rasmussen, Skafte
- Reinhold Würth, Künzelsau
- Anton Kathrein, Rosenheim
- Sybill Storz, Tuttlingen
- Günter Kampichler, Ruhstorf an der Rott

2006: 
- Theodor Hänsch, Mnichov
- Bernd Gombert, Grafrath
- Harald Marquardt, Rietheim-Weilheim
- Walter Reis, Obernburg am Main

2008: 
- Gerhard Ertl, Berlín
- Andreas Grünberg, Jülich
- Dietmar Hopp, Walldorf
- Hasso Plattner, Walldorf
- Klaus Tschira, Heidelberg
- Aloys Wobben, Aurich
- Gerhard Sturm, Mulfingen
- Hans Härle, Bopfingen
- Heinz Leiber, Oberriexingen

2010: 
- Friedhelm Loh, Rittal, Herborn
- Wulf Bentlage, Geohumus International, Frankfurt nad Mohanem
- Zeitschrift Innovationsmanager, F.A.Z.-Institut, Frankfurt
- Europäische Patentakademie, Mnichov

2012: 
- Hans Peter Stihl (STIHL Holding & Co. KG)
- Jochen Opländer (WILO SE)
- Erfinderzentrum Norddeutschland (EZN)
- Deutschlandradio – DRadio Wissen

2013: 
- Christof Bosch (Robert Bosch GmbH)
- Jörg Mittelsten Scheid (Vorwerk)
- Stiftung Jugend forscht e.V.
- Wissen vor acht (ARD)

2014: 
- Schüco International KG
- WirtschaftsKurier